# Stellerzeeleeuw
De Stellerzeeleeuw (Eumetopias jubatus) is de grootste soort uit de familie der oorrobben (Otariidae). Het is de enige soort binnen het geslacht Eumetopias. De Stellerzeeleeuw is vernoemd naar de Duitse natuuronderzoeker Georg Wilhelm Steller, die het dier als eerste beschreef in 1741. De Stellerzeeleeuw komt enkel voor in de Noordelijke Grote Oceaan.

## Beschrijving
De vachtkleur van een volwassen mannetje is aan de bovenzijde gelig bruin, aan de onderzijde roodachtig bruin. Het mannetje heeft een stevige nek en een groot voorhoofd. Volwassen mannetjes worden een stuk groter dan vrouwtjes, ongeveer 270 tot 320 centimeter lang en tot 1000 kilogram zwaar. Vrouwtjes worden slechts 190 tot 220 centimeter lang en 270 tot 365 kilogram zwaar. Vrouwtjes zijn ronder van vorm dan mannetjes en meer uniform lichtbruin tot roodachtig bruin van kleur. Bij zowel het mannetje als het vrouwtje zijn de flippers donkerder van kleur.

## Verspreiding
De Stellerzeeleeuw komt voor langs de rotskusten van Hokkaido, de Koerilen, Kamtsjatka, de Aleoeten en de Pribilofeilanden en Alaska, zuidwaarts tot Californië.

## Gedrag
Stellerzeeleeuwen zijn zeer speelse dieren. Niet alleen de welpen, maar ook volwassen dieren spelen regelmatig langs de waterlijn en in het water. Op volle zee kunnen de zeeleeuwen waargenomen worden in groepen tot twaalf dieren.

### Voedsel
De Stellerzeeleeuw jaagt voornamelijk 's nachts op een diepte van minder dan 180 meter, zo'n 15 tot 25 kilometer van de kust. Buiten de voortplantingstijd wagen ze zich verder weg van hun gebruikelijke woongebied. Hij jaagt voornamelijk op zeevis als Alaskakoolvis en haring, maar ook krabben, garnalen, octopussen, inktvissen en mosselen kunnen ten prooi vallen. Ook zwemt hij soms rivieren op om zalmen en prikken te vangen. Er zijn enkele gevallen van infanticide bekend, waarbij volwassen mannetjes jonge welpen opeten.

### Voortplanting
De paartijd duurt van mei tot augustus. Tijdens de paartijd trekken de zeeleeuwen naar de zuidelijk gelegen voortplantingsgronden. Een mannetje verovert een territorium en een harem, bestaande uit 10 tot 30 vrouwtjes. Hij verdedigt deze fel; ook vast hij enkele maanden. Vrijgezelle mannetjes en vrouwtjes die te jong of te oud zijn om zich voort te planten wonen in aparte kolonies.

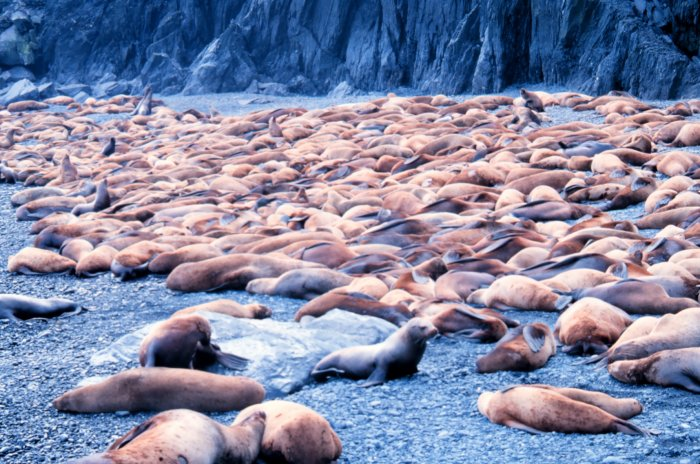
Kolonie Stellerzeeleeuwen

In mei of juni trekken de vrouwtjes richting de territoria van de mannetjes. Hier werpen ze drie dagen later één jong. Het jong heeft een zwartbruine vacht. Hij is bij de geboorte zo'n 16 tot 23 kilogram zwaar en 100 centimeter lang. Binnen twee weken wordt het vrouwtje opnieuw gedekt door het mannetje.
Als het jong negen dagen oud is, gaat het vrouwtje foerageerreisjes ondernemen, die meestal één tot drie dagen lang zijn. Het jong is al die dagen alleen. Na zo'n reis blijft ze ongeveer een dag bij het jong om het te zogen. Na een maand gaan sommige jongen mee op zijn reis. Na zes maanden is het zwarte geboortekleed verruild voor een lichter gekleurde pels. De zoogtijd duurt meestal minder dan een jaar, alhoewel sommige jongen soms nog worden gezoogd als ze meer dan twee jaar oud zijn. Het kan dus voorkomen dat een vrouwtje wel drie jongen laat zogen, behalve het jong uit de vorige worp ook de jongen uit de twee daaraan voorafgaande worpen.
In augustus verlaten de mannetjes de voortplantingsterritoria en trekken naar het noorden toe. Vrouwtjes trekken later weg met hun jongen.
Als de vrouwtjes drie jaar oud zijn, worden ze voor het eerst gedekt. Mannetjes zijn geslachtsrijp na zes of zeven jaar. Meestal zullen ze echter pas rond hun tiende groot genoeg zijn om te concurreren met andere mannetjes.

## Bedreiging
In 1989 werd het aantal Stellerzeeleeuwen geschat op zo'n 110.000 individuen. Dit is ongeveer een derde van de geschatte wereldpopulatie in de jaren zestig. De reden voor de achteruitgang is onduidelijk.